# Eninaitok
Eninaitok est une île de l'atoll d'Ebon, dans les Îles Marshall. Elle est située à l'est de l'atoll et est longue d'environ 1,5 km.